# UEFA Euro 2004 (jogo eletrônico)
UEFA Euro 2004 é um jogo eletrónico de futebol lançado em maio de 2004, produzido pela EA Sports e editado pela Electronic Arts, baseado na  edição de 2004 do Campeonato Europeu de Futebol. O jogo foi lançado para PC, Xbox e PlayStation 2, tendo vendido mais de 1 milhão de cópias durante o primeiro mês após o lançamento.
O comentário da versão portuguesa foi providenciado por Jorge Perestrelo e Hélder Conduto.

## Selecções
- Albânia1 2
- Andorra
- Armênia
- Áustria
- Azerbaijão
- Bielorrússia1
- Bélgica1
- Bósnia e Herzegovina1 2
- Bulgária
- Croácia
- Chipre1
- Tchéquia
- Dinamarca
- Inglaterra
- Estónia
- Ilhas Faroé
- Finlândia1
- França
- Geórgia1 2
- Alemanha
- Grécia
- Hungria
- Islândia
- Irlanda
- Israel
- Itália
- Letónia
- Liechtenstein1
- Lituânia
- Luxemburgo
- Macedônia do Norte1 2
- Malta
- Moldávia
- Países Baixos1 2
- Irlanda do Norte
- Noruega1
- Polónia
- Portugal
- Romênia
- Rússia
- San Marino
- Escócia1
- Sérvia e Montenegro
- Eslováquia
- Eslovênia
- Espanha
- Suécia
- Suíça
- Turquia1
- Ucrânia
- País de Gales1

1 Kits Genéricos
2 Nomes Genéricos

## Estádios

### Estádios Anfitriões
- Estádio Municipal de Aveiro
- Estádio Municipal de Braga
- Estádio Cidade de Coimbra
- Estádio Algarve
- Estádio D. Afonso Henriques
- Estádio Dr. Magalhães Pessoa
- Estádio José Alvalade
- Estádio da Luz
- Estádio do Dragão
- Estádio do Bessa Século XXI

### Estádios Europeus
- Old Trafford
- San Siro
- Estádio delle Alpi
- Westfalenstadion
- Estádio de Mestalla
- Anfield
- Estádio Parc des Princes
- Amsterdam Arena
- Stade Félix-Bollaert
- Hamburg Arena

### Estádios Genéricos
- Open Square
- Oval
- Euro 1
- Euro 2
- Campo de Treino Europeu
- Campo de Treino Português

## Banda Sonora
| EA Sports TRAX |                          |                 |         |  |
| N.º            | Título                   | Artista         | Duração |  |
| 1.             | "Panic Attack"           | Parva           |         |  |
| 2.             | "Baby's Come Back"       | Span            |         |  |
| 3.             | "Watermelon"             | Boxer Rebellion |         |  |
| 4.             | "Bright and Shining Sun" | The Walls       |         |  |
| 5.             | "Do You Love Yourself"   | Glitterati      |         |  |
| 6.             | "Billy Club"             | Junkie XL       |         |  |
| 7.             | "Força"                  | Nelly Furtado   |         |  |
| 8.             | "Here We Go"             | Stakka Bo       |         |  |
| 9.             | "Way Of Life"            | Dave Clarke     |         |  |
| 10.            | "Come Let Me Know"       | FreQ Nasty      |         |  |
| 11.            | "The Long Face"          | Mínus           |         |  |